# Ipik Gandamana
Ipik Gandamana (30 tháng 11 năm 1906 – 6 tháng 8 năm 1979) là một chính trị gia và công chức người Indonesia, ông giữ chức Bộ trưởng Bộ Nội vụ dưới thời Sukarno từ năm 1959 đến năm 1964, và là Thống đốc Tây Java từ năm 1957 đến năm 1959. Ông bắt đầu sự nghiệp với tư cách là một công chức thuộc địa vào năm 1926, đồng thời giữ chức nhiếp chính và Bộ trưởng thường trú tại Bogor và Priangan trước khi trở thành thống đốc.

## Đầu đời
Gandamana sinh ra ở Purwakarta vào ngày 30 tháng 11 năm 1906. Ông được học tại trường tiểu học thuộc địa (ELS), và học một năm tại trường sơ đẳng nâng cấp (MULO) trước khi chuyển đến trường dự bị công chức. Ông hoạt động trong tổ chức Jong Java. Đến năm 1926, ông được nhận vào làm công chức thuộc địa, bắt đầu sự nghiệp với tư cách là phụ tá ở Bogor. Trước cuộc xâm lược của Nhật Bản, ông được tái bổ nhiệm vài lần đến các cơ quan khác khắp Tây Java và Jakarta. Trong thời kỳ Nhật Bản chiếm đóng Đông Ấn Hà Lan, ông được bổ nhiệm trở thành camat (khu trưởng) của Cibeureum, Tasikmalaya.

## Sự nghiệp
Sau tuyên ngôn độc lập Indonesia, Gandamana được bổ nhiệm làm phó nhiếp chính (wedana) của Ujungberung, Bandung, sau đó là nhiếp chính của Bogor. Ông bị lực lượng Hà Lan bắt giữ sau Chiến dịch Kết quả, và bị lưu đày đến các vùng nông thôn của huyện Bogor, nơi ông tái thiết lập chính phủ cộng hòa thời kỳ nhiếp chính. Sau khi cuộc cách mạng kết thúc và chuyển giao chủ quyền, ông được bổ nhiệm làm Bộ trưởng Thường trú Bogor, sau đó được bổ nhiệm làm Bộ trưởng Thường trú Priangan vào năm 1951. Thời điểm này, ông là thành viên của phái đoàn nghiên cứu Indonesia đến Hoa Kỳ, ở đây trong ba tháng sau khi khởi hành vào tháng 9 năm 1953. Sau khi trở về Indonesia, Gandamana xuất bản Melawat ke Negara Dollar ("Đến thăm quốc gia đô la"), thuật lại chuyến thăm của ông. Báo cáo đã so sánh các vấn đề dân chủ ở Indonesia với các vấn đề ở Hoa Kỳ, cũng như cơ cấu chính phủ Hoa Kỳ.
Ngày 1 tháng 7 năm 1957, ông được bổ nhiệm giữ chức Thống đốc Tây Java. Ông khích lệ ủng hộ các viên chức địa phương được bầu hơn viên chức chính quyền trung ương. Gandamana quan niệm vai trò của các công chức là đào tạo những viên chức địa phương ít kinh nghiệm. Trong nhiệm kỳ thống đốc, ông đứng đầu một ủy ban thành lập Đại học Padjadjaran.
Gandamana được bổ nhiệm chức vụ Bộ trưởng Bộ Nội vụ trong Kabinet Kerja I của Tổng thống Sukarno vào ngày 10 tháng 7 năm 1959. Vì nội các hình thành một chính phủ không đảng phái, Gandamana cùng một vài bộ trưởng được bổ nhiệm khác rời khỏi đảng chính trị, IPKI. Ông giữ chức vụ này đến ngày 27 tháng 8 năm 1964, rồi được tái bổ nhiệm làm Bộ trưởng Bộ Phát triển Nông thôn. Sau nhiệm kỳ Bộ trưởng Bộ Nội vụ của Gandamana, không có thường dân nào khác đảm nhận vị trí cho đến khi Gamawan Fauzi được bổ nhiệm chức vụ này vào năm 2009.

## Qua đời
Sau phong trào 30 tháng 9, Sukarno chỉ đạo cải tổ nội các và cách chức bộ trưởng đối với Gandamana vào ngày 21 tháng 2 năm 1966. Dưới sự lãnh đạo của Suharto, ông gia nhập Hội đồng Cố vấn Tối cao từ năm 1968 đến năm 1973.
Ông qua đời ở Bandung vào ngày 6 tháng 8 năm 1979 và an táng tại Nghĩa trang Anh hùng Cikutra trong thành phố. Ông có vợ và bốn người con. Một khu phố ở Purwakarta được đặt theo tên ông.